# Engranaje Harmonic

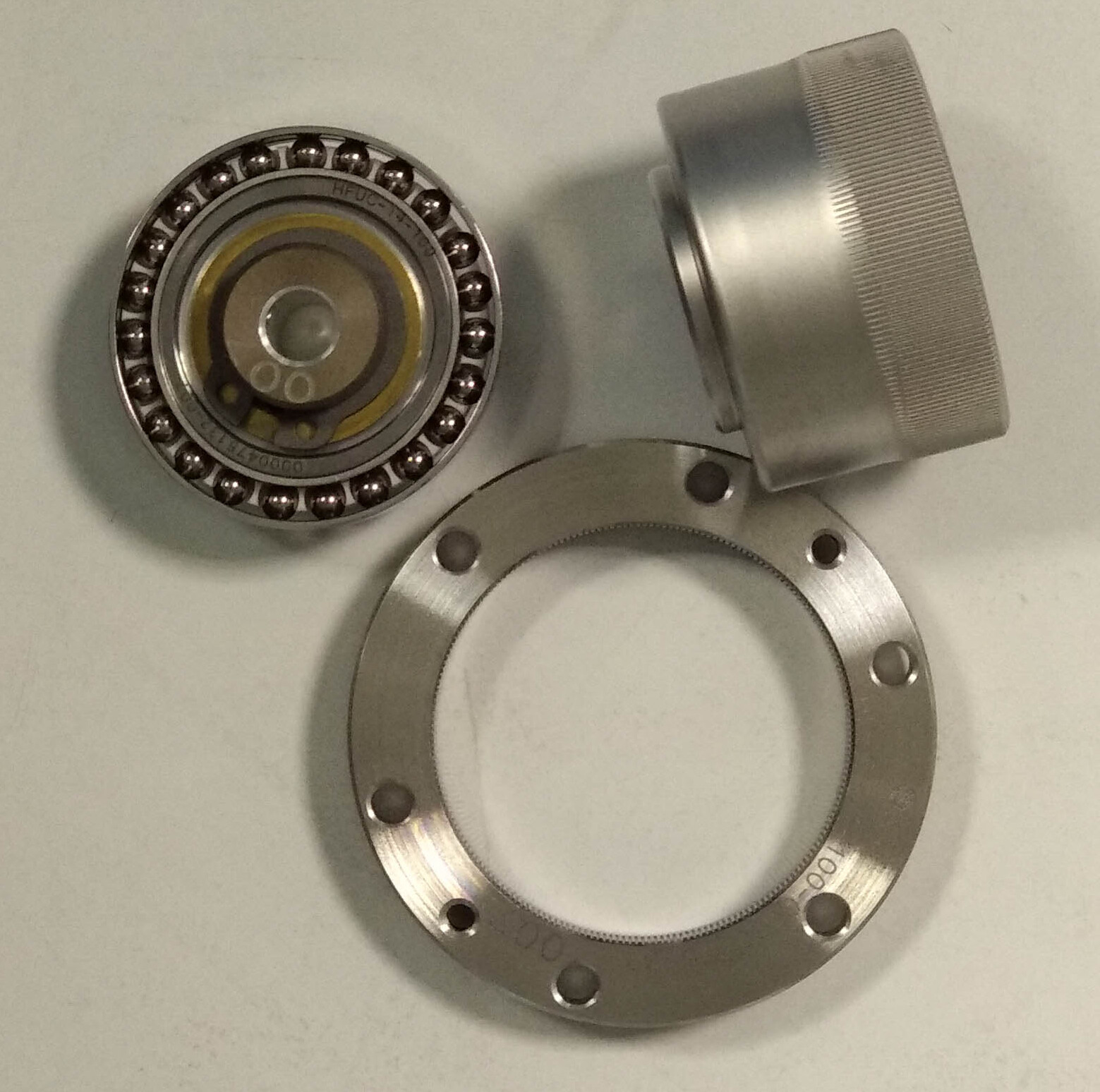
Conjunto de engranajes de onda de tensión Harmonic Drive SE que consiste en rodamiento del generador de ondas (parte superior izquierda), corona flexible (parte superior derecha) y anillo de corona circular (parte inferior).

El engranaje armónico o engranaje SWG (del inglés: strain wave gearing: engranaje por onda de tensión) es un tipo de sistema de engranajes  mecánicos que utiliza una corona flexible con dientes externos, la cual se deforma mediante la rotación de un eje de sección elíptica para engancharse con los dientes internos de una corona exterior.
La empresa alemana Harmonic Drive SE fabricó los primeros engranajes producidos en serie bajo el nombre de producto o marca registrada "Harmonic Drive".

## Descripción
El engranaje armónico tiene algunas ventajas respecto a los sistemas de engranajes tradicionales como los engranajes planetarios o los helicoidales, entre otros:
- ausencia de holgura en el eje,
- compacidad y peso ligero,
- altas relaciones de transmisión,
- relaciones reconfigurables dentro de una caja estándar,
- buena resolución y excelente repetibilidad (representación lineal) al reposicionar cargas inerciales,[4]
- alta capacidad de par,
- ejes de entrada y salida coaxiales.

Las relaciones de reducción altas son posibles en un volumen reducido (proporciones de 30:1 hasta 320:1 son posibles en el mismo espacio en el que los engranajes planetarios suelen producir una proporción de 10:1).
Una de sus desventajas es la tendencia a "levantarse" (una tasa de elasticidad torsional, wind-up o torsional spring rate en inglés) en la región de par bajo.
Este tipo de engranaje se utiliza habitualmente en robótica y en la industria aeroespacial . Puede proporcionar reducción de engranajes, pero también se puede utilizar para incrementar la velocidad rotacional, o en engranajes diferenciales .

## Historia
El concepto básico de engranaje Harmonic (engranaje por ondas de tensión -SWG) fue introducido por CW Musser en una patente de 1957 mientras era asesor de United Shoe Machinery Corp. (USM). Fue utilizado por primera vez con éxito en 1960 por USM Co. y más tarde por Hasegawa Gear Works con licencia de USM. Más tarde, Hasegawa Gear Work se convirtió en Harmonic Drive Systems ubicado en Japón y la división USM Co. Harmonic Drive se convirtió en Harmonic Drive Technologies, de ahí el nombre de "Harmonic gear" (engranaje Harmonic) 

## Mecánica

Sección transversal de un engranaje armónico

El engranaje Harmonic utiliza el principio de la elasticidad de los metales. El mecanismo tiene tres componentes básicos: un generador de ondas (2 / verde), una corona flexible (3 / roja) y una corona exterior (4 / azul). Las versiones más complejas tienen un cuarto componente que se utiliza normalmente para acortar la longitud total o para aumentar la reducción de engranajes dentro de un diámetro menor, pero siguen los mismos principios básicos.
El generador de ondas está formado esencialmente por dos partes separadas: un eje con un disco elíptico o eje del generador de ondas y un eje de salida contenido dentro de un cojinete de bolas exterior. El disco elíptico se inserta dentro del cojinete, lo que obliga a la corona flexible solidaria del eje de salida a ajustarse a la forma elíptica sobre el disco, pero permite la rotación del eje del disco el elíptico dentro del cojinete exterior.
La corona flexible tiene forma de taza poco profunda. Las paredes de la corona son muy delgadas, pero la parte posterior cerrada es relativamente rígida. Esto se traduce en una flexibilidad significativa de las paredes del extremo abierto para tener la pared delgada y que el lado cerrado es suficientemente rígido para estar fijado (por ejemplo, al eje de salida). Hay unos dientes situadas radialmente alrededor del exterior de la corona flexible. La corona flexible se adapta perfectamente al generador de ondas, de manera que cuando gira el disco elíptico del generador de ondas, la corona flexible se deforma cogiendo la forma del disco elíptico giratorio y no resbala sobre la corona exterior que está fija a la carcasa."Los rodamientos de bolas permiten que la corona flexible y el eje de salida giren independientemente del eje del generador de ondas de entrada y en sentido contrario" .
La corona exterior es un cilindro rígido hueco con dientes en el interior. La corona flexible y el disco elíptico del generador de ondas se colocan dentro de la corona exterior, engranando los dientes de la corona flexible y la corona exterior. Como la corona flexible se deforma en forma elíptica, sus dientes sólo engranan con los dientes de la corona exterior en "dos regiones" a los lados opuestos de la corona flexible (situadas en el eje principal de la elipse ).
Supongamos que el eje generador de ondas gira a la entrada. A medida que gira disco del generador de ondas, los dientes de la corona flexible que están engranadas con las de la corona exterior cambian lentamente de posición. El eje principal de la pseudoel·lipse de la corona flexible gira con el disco generador de ondas, por lo que los puntos donde se engranan los dientes giran alrededor del punto central a la misma velocidad que el eje del disco generador de ondas. La clave del diseño del engranaje Harmonic es que hay menos dientes (a menudo, por ejemplo, dos menos) a la corona flexible que en la corona exterior. Esto hace que para cada rotación completa del generador de ondas, la corona flexible gire un pequeño ángulo (dos dientes en este ejemplo) hacia atrás en relación con la corona exterior. Así, la acción de rotación del generador deondas da como resultado una rotación más lenta de la corona flexibleen la dirección opuesta .
Para un mecanismo de engranaje Harmonic, la relación de reducción de engranajes se puede calcular a partir del número de dientes de cada engranaje, de manera similar a un engranaje cicloidal:
{\displaystyle {\text{relación de reducción}}={\frac {{\text{dientes corona flexible}}-{\text{dientes corona circular}}}{\text{dientes corona flexible}}}}
Por ejemplo, si hay 202 dientes en la corona circular y 200 a la corona flexible, la proporción de reducción es (200 − 202) / 200 = − 0,01
Así, el corona flexible gira a 1/100 de la velocidad del tapón del generador de ondas y en la dirección opuesta. Se cambian el número de dientes para establecer diferentes relaciones de reducción. Esto se puede lograr cambiando el diámetro del mecanismo o bien cambiando el tamaño de los dientes individuales y preservando así su tamaño y peso. El rango de posibles relaciones de engranajes está limitado por los límites de tamaño de los dientes para una configuración determinada.

## Ejemplos de uso
Las ruedas accionadas eléctricamente del Apollo Lunar Rover incluían engranajes de onda de deformación. Además, los cabrestantes que se utilizaban en Skylab para desplegar los paneles solares se alimentaban mediante engranajes Harmonic. (Otros: Impulsión cicloidal, bomba peristáltica )